# Taxilejeunea subcompressiuscula
Taxilejeunea subcompressiuscula là một loài Rêu trong họ Lejeuneaceae. Loài này được Herzog mô tả khoa học đầu tiên..